# Prognathorhynchus eurytuba
Prognathorhynchus eurytuba är en plattmaskart som beskrevs av Ax och Armoires 1987. Prognathorhynchus eurytuba ingår i släktet Prognathorhynchus och familjen Gnathorhynchidae. Inga underarter finns listade i Catalogue of Life.